# Daniel Pilon
Daniel Pilon (Montréal, Québec, 1940. november 13. – Montréal, Québec, 2018. június 26.) kanadai színész.
1984–1985 között Renaldo "Naldo" Marchettát alakította a Dallas című sorozatban. Feltűnt a Vezérlő fény, valamint az Ármány és szenvedély című szappanoperák epizódjaiban is.

## Filmográfia

### Film
| Év   | Magyar cím                    | Eredeti cím                     | Szerep                   | Magyar hang        |
| ---- | ----------------------------- | ------------------------------- | ------------------------ | ------------------ |
| 1968 | Egy ártatlan kislány bajban   | Le Viol d'une jeune fille douce | Raphaël                  |                    |
| 1968 | Piszkos játékok               | Play Dirty                      | Allwood százados         |                    |
| 1969 | A tejút                       | La Voie lactée                  | François                 |                    |
| 1970 | A menekülő félvér             | Red                             | Red                      | Sztarenki Pál      |
| 1971 |                               | Après-ski                       | Phillip                  |                    |
| 1971 |                               | Malpertuis                      | Mathias Crook            |                    |
| 1972 |                               | Le Diable est parmi nous        | Paul Drouin              |                    |
| 1972 |                               | Les Smattes                     | Réjean Cardinal          |                    |
| 1972 |                               | Quelques arpents de neige       | Simon de Bellefeuille    |                    |
| 1973 |                               | La Mort d'un bûcheron           | François Paradis         |                    |
| 1975 | A Scotland Yard vendége       | Brannigan                       | John Gorman              | Gálvölgyi János    |
| 1975 | A Scotland Yard vendége       | Brannigan                       | John Gorman              | Lélek Sándor Tibor |
| 1977 | Csillaghajó invázió           | Starship Invasions              | Anaxi                    |                    |
| 1979 |                               | Plague                          | Bill Fuller              |                    |
| 1980 |                               | Les Chiens chauds               | Frank                    |                    |
| 1984 |                               | Love Scenes                     | Rick                     |                    |
| 1988 | Borotvaélen                   | Malarek                         | Max Middleton            |                    |
| 1992 | Scanners 3. – A könyörtelen   | Scanners III: The Takeover      | Michael                  |                    |
| 1992 |                               | North of Chiang Mai             | Roger                    |                    |
| 1997 | Élőhely                       | Habitat                         | Strickland               | Dimulász Miklós    |
| 1997 | A gyanú                       | Suspicious Minds                | Richard Whitmore         |                    |
| 1997 | A Sakál árnyéka               | The Assignment                  | Crawford admirális       | Szokolay Ottó      |
| 1998 |                               | The Sleep Room                  | James Belding            |                    |
| 1998 |                               | Going to Kansas City            | Jack Bruckner            |                    |
| 1998 | Akit vasgolyónak hívtak       | The Ultimate Weapon             | McBride                  | Szokolay Ottó      |
| 1998 | Akit vasgolyónak hívtak       | The Ultimate Weapon             | McBride                  | Lux Ádám           |
| 1998 | Mindörökké muskétás           | Musketeers Forever              | Julius Bonaparte         | Fülöp Zsigmond     |
| 1998 | Mindörökké muskétás           | Musketeers Forever              | Julius Bonaparte         | Holl Nándor        |
| 1999 | Játék a törvénnyel            | In Her Defense                  | Robert St. Laurent       | Orosz István       |
| 1999 |                               | Fish Out of Water               | Venzal                   |                    |
| 2000 | Halottak szigete              | Island of the Dead              | polgármester             | Áron László        |
| 2000 |                               | The List                        | Mason Powell             |                    |
| 2000 | Left Behind – Az otthagyottak | Left Behind                     | Jonathan Stonegal        |                    |
| 2003 | Fék nélkül – Michel Vaillant  | Michel Vaillant                 | Kanadai rally igazgatója | Konrád Antal       |
| 2007 | Golyózápor                    | Shoot 'Em Up                    | Rutledge szenátor        | Tolnai Miklós      |
| 2008 |                               | Story of Jen                    | Melvin                   |                    |
| 2009 |                               | Looking for Anne                | Jeff                     |                    |
| 2010 | Tőzsdetrükkök                 | Krach                           | Harry Hunt               |                    |
| 2011 |                               | L'invité (rövidfilm)            | Antoine                  |                    |

### Televízió

#### Tévéfilm
| Év   | Magyar cím                    | Eredeti cím                  | Szerep            | Magyar hang    |
| ---- | ----------------------------- | ---------------------------- | ----------------- | -------------- |
| 1982 |                               | Massarati and the Brain      | Mas Massarati     |                |
| 1983 |                               | Missing Pieces               | Jorge Martinez    |                |
| 1988 | Cserbenhagyás                 | Hitting Home                 | Max Middleton     | Szokolay Ottó  |
| 1992 |                               | Casino                       | Phillip LeMaster  |                |
| 1994 | Erősebb a szerelemnél         | No Greater Love              | Bert Winfield     |                |
| 1995 |                               | Vents contraires             | Forrester hadnagy |                |
| 1997 |                               | Whiskers                     | Mr. Mobley        |                |
| 1999 | 36 óra a halálig              | 36 Hours to Die              | Vaughn            |                |
| 1999 | Bonanno: Egy keresztapa élete | Bonanno: A Godfather's Story | ismeretlen szerep |                |
| 1999 | A behajtók                    | The Collectors               | Det Hackman       | Reviczky Gábor |
| 1999 | A behajtók                    | The Collectors               | Det Hackman       | Fülöp Zsigmond |
| 1999 | A behajtók                    | The Collectors               | Det Hackman       | Rosta Sándor   |
| 2000 | A szex és Mrs. X.             | Sex & Mrs. X                 | Warren            |                |
| 2001 | Rettegésben                   | Blind Terror                 | Clyde Fanning     |                |
| 2002 | Álomvilág                     | Lathe of Heaven              | Murtle elnök      |                |
| 2003 | A Reagan család               | The Reagans                  | Donn Moomaw       |                |

#### Sorozat
| Év        | Magyar cím                     | Eredeti cím                      | Szerep                      | Megjegyzések |
| --------- | ------------------------------ | -------------------------------- | --------------------------- | ------------ |
| 1979      |                                | The Albertans                    | Hans Keller                 | 2 epizód     |
| 1983      |                                | The Hamptons                     | Nick Atwater                | 1 epizód     |
| 1983      |                                | Masquerade                       | Frank                       | 1 epizód     |
| 1983–1988 |                                | Ryan's Hope                      | Max Dubujak                 | 110 epizód   |
| 1984–1985 | Dallas                         | Dallas                           | Renaldo "Naldo" Marchetta   | 9 epizód     |
| 1989      | Vezérlő fény                   | Guiding Light                    | Alan Spaulding              | 27 epizód    |
| 1989      |                                | Piège infernal                   | Me Gérard                   | minisorozat  |
| 1990      | Keserű gazdagság               | La misère des riches             | Me Gérard                   | 6 epizód     |
| 1991–1992 |                                | Urban Angel                      | Moorcraft                   | 8 epizód     |
| 1991–1993 | Trópusi hőség                  | Sweating Bullets                 | Drake / James Galloway      | 2 epizód     |
| 1992      | Gyilkos sorok                  | Murder, She Wrote                | Geoffrey Presser            | 1 epizód     |
| 1992      | Ármány és szenvedély           | Days of Our Lives                | Gavin Newirth               | 27 epizód    |
| 1992      | Fekete Villám kalandjai        | The Adventures of Black Stallion | Jacques Berthier            | 1 epizód     |
| 1993      |                                | Scoop II                         | Maurice Dion                | 10 epizód    |
| 1994      |                                | Scoop III                        | Maurice Dion                | 5 epizód     |
| 1994      | A Maharadzsa lánya             | The Maharaja's Daughter          | Hamilton                    | 3 epizód     |
| 1994–1995 |                                | Sirens                           | Alan McConnell              | 5 epizód     |
| 1995      |                                | Scoop IV                         | Maurice Dion                | 7 epizód     |
| 1996–1999 | Poltergeist – A kopogó szellem | Poltergeist: The Legacy          | Winston Rayne               | 3 epizód     |
| 1997      | Emancipált testőrszolgálat     | Mission protection rapprochée    | Gilbert Metz                | 1 epizód     |
| 1997–1999 | Szelek szárnyán                | Wind at My Back                  | Hugo Gerrard                | 3 epizód     |
| 1999      | Kiéhezve                       | The Hunger                       | doktor                      | 1 epizód     |
| 2001      |                                | All Souls                        | rangidős tiszt              | 1 epizód     |
| 2001      | Largo Winch – Az igazságtevő   | Largo Winch                      | Charles Adam Arden          | 1 epizód     |
| 2001      |                                | Bliss                            | Jack                        | 1 epizód     |
| 2001–2002 |                                | Vampire High                     | Vakaal                      | 4 epizód     |
| 2006      |                                | Lance et compte: La revanche     | Marcel Gaudreault miniszter | 5 epizód     |
| 2009      |                                | Wild Roses                       | John Cameron                | 3 epizód     |